# Josef Farský (tiskař)
Josef Farský (7. května 1826 Praha – 16. prosince 1889 Praha) byl český tiskař, majitel polygrafického ústavu v Praze.

## Život
Litografické řemeslo se učil od roku 1842 u Bedřicha Sandtnera. Soukromě se vzdělával a určitou dobu získával praxi i ve Vídni. Roku 1856 si otevřel vlastní závod, který brzy získal věhlas po celých Čechách i v zahraničí. Zabýval se fotolitografií, pantografováním, guillochirováním i světlotiskem. Tiskl diplomy, mapy, plakáty. Proslavil se podobiznami slavných českých osobností (Božena Němcová, Karel Hynek Mácha, Václav Hanka, Karel Jaromír Erben, a 28 grafickými listy zobrazujícími Prašnou bránu. Na světové výstavě v Paříži 1867 získal medaili.
Byl rovněž členem řady vlasteneckých a dobročinných sdružení. Mimo jiné spoluzakládal Uměleckou besedu a působil jako předseda výboru výtvarného umění Jednoty ku povzbuzení průmyslu v Čechách.
Svou činností se zasloužil o zvelebení české litografie.

### Rodinný život
Dne 12. dubna 1856 se v Mladé Boleslavi oženil s Annou Šustrovou (1825–1902). Jejich syn Josef (1872–1872) předčasně zemřel.